# 塔拉西夫卡 (弗拉季伊夫卡區)
47°42′45″N 30°34′59″E / 47.71250°N 30.58306°E
塔拉西夫卡（烏克蘭語：Тарасівка），是烏克蘭的村落，位於該國南部尼古拉耶夫州，由弗拉季伊夫卡區負責管轄，始建於1899年，面積0.64平方公里，海拔高度153米，2001年人口137，人口密度每平方公里213.4人。